# Madonna (Madonna-album)
A Madonna című album (újrakiadáskor: Madonna: The First Album, 1985) Madonna amerikai énekesnő debütáló albuma, mely 1983. július 27-én jelent meg a Sire Records kiadásában. Miután Madonna énekesnőként New Yorkban élt, szerződést kötött a Sire Records vezetőjével, Seymour Steinnel első kislemezének, az Everybody kiadására 1982-ben. Az album legtöbb dalát Madonna írta, és Reggie Lucast választotta az album producerének. Azonban mivel elégedetlen volt Lucas munkájával, az album elkészítéséhez John "Jellybean" Benitezt hívta meg, aki három dalt remixelt, és producerként volt jelen a Holiday című dalnál.
Madonna hangja, és a korszerű technológiát alkalmazva szintetikus disco hangzást hoztak létre, ideértve a Linn dobokat, és Moog basszust, valamint az Oberheim OB-X szintetizátort. Madonna világosan, lányos hangon énekelt a szerelemről, és a kapcsolatokról. Az album népszerűsítése érdekében Madonna 1983-ban és 1984-ben az Egyesült Államok, és az Egyesült Királyság klubjaiban, és televíziós csatornákon lépett fel, majd 1985-ben sor került első koncertkörútjára a The Virgin Tour címűre. Az albumról öt kislemezt jelentettek meg, köztük Top 10-es sláger lett a Holiday, a Lucky Star, és a Borderline. 1985-ben megjelent egy videoklip összeállítás az Egyesült Államokban, mely a legkelendőbb videokazetta volt akkoriban.
Az album 8. helyezett volt a Billboard 200-as albumlistán, és ötszörös platina helyezést kapott az amerikai RIAA társaságtól az 5.000.000 eladott példányszám alapján az Egyesült Államokban. Top 10-es lett Ausztráliában, Franciaországban, Hollandiában, Új-Zélandon, Svédországban és az Egyesült Királyságban. A lemezből világszerte több mint 10 millió példányt adtak el. Az album kedvező értékeléseket kapott a zenekritikusoktól. Az Entertainment Weekly "Top 100 Legjobb Album az elmúlt 25 évben" listán 2008-ban 5. helyre került. Visszatekintő kritikákban Madonnát minden idők egyik legnagyobb debütáló albumaként és az 1980-as évek egyik legjobb albumaként emlegetik. A kritikusok azt is mondták, hogy a dal segített abban, hogy a tánczene ismét népszerű legyen, és évtizedekre "meghatározta a táncpop mércéjét"; Hatása olyan női művészek munkásságában is megmutatkozik, mint Janet Jackson, Debbie Gibson, Kylie Minogue és Lady Gaga.

## Háttér és előzmények
1979-ben Madonna New Yorkban élt, és barátjával, Dan Gilroy-yal a The Breakfast Club rockbanda tagjaként alapozta meg zenei karrierjét. 1980 végén csatlakozott hozzá Detroiti barátja, Stephen Bray, aki a banda dobosa lett. Nem sokkal ezután Madonna és Bray elhagyták az együttest, és megalapították az Emmy and the Emmys zenekart. 1980 novemberében ketten elkezdtek dalokat írni, és ugyanekkor felvettek egy négy számos demószalagot, de nem sokkal ezután Madonna úgy döntött, hogy szólóművészként reklámozza magát. 1981-ben a Gotham Records zenei menedzsmentcég leszerződtette őt. Ekkor Madonna már írt három dalt, az "Everybody" , "Ain't No Big Deal" és "Burning Up" címűeket, melynek demószalagját mindig magánál hordta. Ebben az időben gyakran látogatta a New York-i Danceteria Éjszakai klubot, ahol DJ Mark Kamins volt a lemezlovas. Madonna megkérte Kaminst, hogy játssza le az "Everybody" felvételét, melyet a közönség jól fogadott. Ekkor Kammins úgy gondolta, hogy Madonnának lemezszerződéshez kell jutnia, és megígérte neki, hogy producerként együttműködik a dalnál. Kammins összehozta Madonnát az Island Records főnökével Chris Blackwell-lel, aki elutasította Madonnát, így felkeresték a Sire Records kiadót. Michael Rosenblatt a kiadó művészeti és repertoár osztályán dolgozott, és 5000 dollárt ajánlott fel Madonnának, valamint további 1000 dollár jogdíjat, a saját dalaiért.
Madonna végül két 12" inches kislemez elkészítésére kapott lehetőséget. A Sire vezetőjére nagy hatással volt az énekesnő, miután meghallotta az "Everybody"-t a Lennox Hill kórházban, ahol feküdt. Az "Everybody" 12"-es változatát Mark Kamins készítette a New York-i Blank Tapes Stúdióban, ahol Steve Bray-től vette át a produceri munkát. A lemez egyik oldalán az 5:56 perces változat, míg a lemez másik oldalán a 9:23 perces dub verzió kapott helyett. Kaminsnak saját költségén kellett rögzítenie a dalt. Arthur Baker, Kamins barátja mutatta be Fred Zarr stúdiózenészt, aki billentyűs hangszereken játszott. Zarr lett később az egyik legfontosabb zenész az albumon, szinte minden dalban játszik. A korlátozott költségvetés miatt a felvételt elsiették, és ennek eredményeképpen Madonna és Kamins nehezen értették meg egymást a stúdióban. Rosenblatt azt akarta, hogy az "Everybody" című dal kerüljön kiadásra, az "Ain't No Big Deal" című dalra nem mutatott érdeklődést, pedig eredetileg ez került volna a B. oldalra. Végül a kislemez mindkét oldalára az "Everybody" került. A kislemez 1982 októberében jelent meg, és slágerré vált az Egyesült Államokban. A siker ahhoz vezetett, hogy a Sire aláírta Madonnával a lemezszerződést egy albumra, és még két kislemezre.

## Felvételek
Az album felvételeire a New York-i Sigma Sound Stúdióban került sor. Madonna úgy döntött, hogy nem dolgozik együtt sem Kamins-szal, sem Bray-vel. Reggie Lucast választotta, a Warner Bros. producerét. Bray úgy döntött, hogy Madonnát a pop műfaj felé csábítja, és vele együtt rögzítette a "Burning Up" című dalt. Azonban az albumra nem volt elegendő anyag. A rendelkezésre álló dalok a "Lucky Star" az "Ain't No Big Deal", és az "I Know It" új változata. Lucas újabb két dalt hozott a stúdióba, a "Physical Attraction" és a "Borderline" című dalokat. A dalok felvételekor ezek jelentősen eltértek az eredeti változatoktól. Az egyik ilyen megváltoztatott dal a "Lucky Star" volt, melyet Madonna írt Kamins számára, aki korábban megígérte, hogy a dalt játszani fogja a Danceteria éjszakai klubban. A dalt felhasználták Madonna albumára, mely a "Lucky Star" címet kapta. Madonna úgy gondolta, hogy a "Lucky Star" és a "Borderline" című dalok tökéletesen illeszkednek egymáshoz az albumon.
Azonban a dalok felvétele közben problémák merültek fel. Madonna nem volt elégedett a végleges változatokkal. Madonna szerint Lucas túl sok hangszert használt, és nem vette figyelembe a dalokról kialakított elképzeléseket. Ez vitát váltott ki kettejük között, és az album elkészítése után Lucas elhagyta a projektet anélkül, hogy a dalokat Madonna elképzeléseihez igazította volna. Ekkor felhívta John "Jellybean" Benitezt, a Funkhouse Disco lemezlovasát, hogy a rendelkezésre álló anyagokat újrakeverjék. Időközben összeférhetetlenség miatt Bray eladta az "Ain't No Big Deal" című dalt egy másik kiadónak, ezért a Madonna projekt számára nem volt elérhető. Benitez felfedezett egy új dalt, melyet Curtis Hudson és Lisa Stevens írt a Pure Energy együttesnek. A Holiday című dalt korábban felajánlották Phyllis Hymannak, és Mary Wilsonnak, a The Supremes tagjának, de ők elutasították azt. Benitez és Madonna elküldték az anyagot Fred Zarrnak, hogy készítse el a dalt, és adjon hozzá szintetizátor hangokat. Miután rögzítették az éneket, Benitez négy napot töltött a felvétel felett, hogy fokozza annak kereskedelmi vonzerejét, mivel 1983 áprilisa volt a határidő. Közvetlenül a befejezés előtt Madonna és Benitez találkoztak Fred Zarral a Sigma Sound Stúdióban, ahol Zarr a dal végére már hozzá is rakta a ma már ismerős zongora szólót.

## Zene és szöveg
Az AllMusic szerint Madonna egy dance-pop, post-disco albumot hozott létre. Sal Cinquemani (Slant Magazin) kijelentette, hogy az album hangzása post-disco hangzású. Az album elegáns, disco stílusú, mely felhasználja a korszak új technológiáit, mint például a Linn dobgépet, a Moog basszust, és az OB-X szintetizátort. Ezáltal az album kissé durvának hangzik. Madonna kommentálta az albumot, miszerint a dalok elég gyengék voltak, és a felvétel során Angliában tartózkodott, így nem volt mindig ott a keveréseknél, nem tudta kontrollálni a felvételeket. Nem tudta, hogy milyen fontos kitörni a disco élvonalából, még mielőtt az album el nem készült volna. Az album a "Lucky Star" dallal kezdődik, mely egy közepes tempójú táncolható dal, amely egy szintetizátor "szikrával" kezdődik, melyet elektronikus dob, és taps követ. A gitár riffek magasan szólalnak meg, és emelkedő basszusszinttel folytatódnak tovább. A "Starlight" bevezetője több mint egy percig tart, melynek során a dal egy férfi karakter körül forog, mely a testet az égbe repíti.
A "Borderline" egy szentimentális dal, mely olyan szerelemről szól, mely soha nem teljesül be igazán. Santiago Fouz-Hernandez a Madonna Drowned World című könyvében azt írja, hogy a dalszövegek, mint például a "Something in the way you love me won't let me be/I don't want to be your prisoner so baby won't you set me free" lázadást mutat a férfisovinizmus ellen. Madonna kifinomult, és kifejező hangon énekli a dalt, Lucas hangszerelése mellett. A billentyűs hangszerek Fred Zarr fülbemászó dallamával nyílik, majd a basszust Anthony Jackson dupla basszusa követi, mert így szilárdabb és összetettebb textúrát nyújt. A dal akkordjai a 70-es évek disco hangzásából valóak, valamint Elton John 70-es évekbeli stílusát idézik. Az akkordszekvenciák Bachman–Turner Overdrive "You Ain't Seen Nothing Yet" című dalát idézik, míg a szintetikus szakaszok az erre jellemző zenei stílust ábrázolják. A "Burning Up" a harmadik dal, melyet basszusgitár, és Linn dobgép jellemez. A dalban használt dobverések Phil Collins dalait idézik. Ez magába foglalja az elektromos gitárokat, és az akkori legkorszerűbb szintetizátorokat is. A refrénben ugyanazon három részt ismétlik.
A következő dal az "I Know It" zongorából, szaxofonból, és szintetikus mondatokból áll. A "Holiday" egy négy sávos sorozatból áll, mely tartalmazza az Oberheim DMX gitárjának hangját, az elektronikus dobokat, és tapsokat. A refrén felhasználásával egymás melletti progresszió érhető el a dalban. A dal vége felé változás történik, mikor a zongora hangja kissé elhallgat. A dal egyetemes hangulatot fejez ki, hogy mindenkinek szüksége van a nyaralásra. A "Think of Me" című dalban Madonna figyelmezteti partnerét, hogy otthagyja. A dal Linn dobgépből és szaxofon közjátékból áll. A "Physical Attraction" című dal egy közepes tempójú dal, basszusgitárral, gitárokkal, fúvós hangszerekkel, melyet Madonna éles hangon énekel, egy saját és egy fiú közötti vonzódásról. A dalban Madonna hangos lélegzetet vesz, és megmutatja bubble-gum popos hangját a dalban.

## Promóció

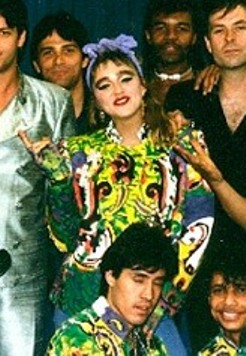
Madonna zenekarával a Virgin turnén 1985-ben

Madonna 1983-ban és 1984-ben reklámozta az albumot egyszeri koncertekkel. Ezeket a fellépéseket New York-i és Londoni klubokban valósította meg, úgy mint a Danceteria vagy a Camden Palace. Illetve fellépett amerikai, és brit televíziós műsorokban is, úgy mint az American Bastand vagy a Top of the Pops műsorok. Az American Bastand című műsorban Madonna előadta a "Holiday" című dalt, majd Dick Clark műsorvezetőnek azt mondta, hogy a "világ uralmát akarja". John Mitchell az MTV-től elmondta, hogy megjelenése továbbra is a leg-legendásabb. Az album kislemezeit a Virgin turnén mutatták be 1985-ben. Ez volt Madonna első koncert turnéja, mely Észak-Amerikai turnéállomásokból állt. A Virgin turné vegyes kritikákat kapott, de kétségtelenül kereskedelmi siker volt. Amint a turnét bejelentették, a jegyek azonnal elkeltek. A New York-i Macy áruházat elárasztották a vásárlók, akik fülbevalókat, és ujjatlan kesztyűket vásároltak a turnéra. A Virgin turné több mint 5 millió dollár bevételt eredményezett. (2019-es árfolyamon 11,89 millió dollárt). Míg a Billboard Boxscore bruttó 3,3 millió dollár bevételt. (2019-es árfolyamon 7,84 millió dollárt) tett ki. A turnét rögzítették, és megjelentették VHS-en Madonna Live: The Virgin Tour címmel. A korábbi szerzők visszatekintettek a turnéra, és így emlékeztek: "Egyértelmű, hogy Madonna jóhiszemű popsztár volt, és jó úton haladt a kulturális ikonná válás felé." Shari Benstock és Suzanne Ferriss felhívta a figyelmet a turnén viselt ruhákra, és azt mondta: "A Virgin turné megalapozta, hogy Madonna a popzene legforróbb figurája legyen."

### Kislemezek
| #  | Kislemez   | Megjelenés          |
| -- | ---------- | ------------------- |
| 1. | Everybody  | 1982. október 6.    |
| 2. | Burning Up | 1983. március 9.    |
| 3. | Holiday    | 1983. szeptember 7. |
| 4. | Lucky Star | 1983. szeptember 9. |
| 5. | Borderline | 1984. február 15.   |

Az albumról öt kislemez jelent meg, ezek közül kettő több hónappal az album megjelenése előtt került kiadásra. Az Everybody 1982. október 6-án Madonna debütáló dalaként. Ebben az időben a Madonna album többi részét még nem vették fel, és tervek sem voltak az önálló album megjelenésére. Az R&B infúziós dal ütemét magába foglaló "Everybody" Madonna fekete művész képét ábrázolta, mivel fényképe nem szerepelt a borítón. Ezt a tévhitet azonban tisztázták, amikor Madonna meggyőzte a Sire kiadó vezetőit, hogy zenei videót készítsen a dalból. Az alacsony költségvetésű klip, melyet Ed Steinberg rendezett, Madonnát és barátait egy klubban ábrázolja. A videoklip elősegítette a dal sikeressé válását, és Madonna zenei karrierjének beindulását. Az "Everybody" nem lett slágerlistás helyezés a Billboard Hot 100 amerikai slágerlistán, csupán a Bubbling Under Hot 100 kislemezlistára került fel 1983. január 22-én, ahol a 107. helyezést érte el. Ennek ellenére a dal felkerült a Billboard Hot Dance / Club slágerlista élére, és a 3. helyezést érte el.
A Burning Up az album második kislemezeként jelent meg 1983. március 9-én. Néhány országban dupla A oldalas kislemezen a "Physical Attraction" című dallal együtt. A dal legmagasabb slágerlistás helyezése az amerikai dance listán volt, ahol a 3. helyezést érte el. Madonna első Top 20-as slágerlistás helyezése lett az ausztrál kislemezlistán. A harmadik kislemez a Holiday 1983. szeptember 7-én jelent meg, és számos országban, köztük Ausztráliában, Belgiumban, Németországban, Írországban, Hollandiában, és az Egyesült Királyságban Top 10-es helyezést ért el. Az amerikai Billboard Hot 100-as listán a 16. helyezést érte el, és 1. volt a dance slágerlistán.
Eredetileg az Egyesült Királyságban 1983 szeptemberében kiadott Lucky Star volt az album 4. kislemeze. A dal egyedül az amerikai Billboard Hot 100-as listára került fel, és ott a 4. helyezést érte el. A videoklipben Madonna fehér háttér előtt táncol táncosaival. A klip megjelenése után Madonna stílusa és magatartása divatossá vált a fiatalabb generáció körében. A kritikusok megjegyezték, hogy Madonna a videóban narcisztikus és félreérthető karakterként ábrázolja magát. A dal lírai jelentésétől eltérően "Lucky Star"-nak hívta magát. A Borderline volt az 5. és egyben utolsó kiadott kislemez az albumról, melyet az Egyesült Államokban a "Lucky Star" előtt jelentettek meg, és Madonna első Top 10-es slágere lett a Billboard Hot 100-as listán. A dalhoz tartozó klipben Madonna egy latin férfivel esik szerelembe, azonban egy brit fotós elcsábítja őt, és kéri, hogy legyen a modellje, de később visszatér régi barátjához. A videó a kritikusok körében széles érdeklődést váltott ki, akik rámutattak a hatalom szimbolizmusként történő felhasználására.

### Videó
A Warner Music Video és a Sire Records közösen jelentette meg a Madonna klipjeiből álló videó válogatást 1984 novemberében. A kiadvány az énekesnő első videós válogatása, melyen három videoklip található az albumról. A "Burning Up", "Borderline" és a "Lucky Star", valamint az akkor aktuális "Like a Virgin" című klip. A "Lucky Star" egy speciális extended dance mix változatban került a kiadványra. A klipben három alkalommal hangzik el az "ooh yeah" című kijelentés, az háromszor visszhangzik és a képet háromszor megismétlik. A "Like a Virgin" című klipből kimaradt az a jelenet, amikor az oroszlán nyelve ritmusra mozog a zene ütemével. A videót a chicagoi Cabaret Metro Klubban népszerűsítették 1985. február 9-én. A "The Virgin Party"-nak nevezett esemény körülbelül 1200 főt vonzott, és Madonna LP-jét, kazettáit, és CD-it, videokazettáját népszerűsítette ezzel. A résztvevőket arra buzdították, hogy viseljenek fehéret, és 5 dollárér belépési díjért cserében Madonna videokazettát kaptak, és megtekinthették a "Material Girl" videopremierjét. Az eseményt a zenei videók népszerűsítésére szervezték, melynek akkoriban nem volt nagy piaca.
Madonna vezette a zenei videokazetta listát 1985. április 13. és november 9. között. Jim McCullaugh a Billboard-tól arról nyilatkozott, hogy a Madonna videóit tartalmazó VHS erős eladásokat produkált, melyhez hozzájárult a "Like a Virgin" című stúdióalbum és a Virgin turné is. Az 1985-ös év végi videokazetta összesítési listán a kiadvány az 1. helyezés volt, így az amerikai Hanglemezipar (RIAA) platina tanúsítvánnyal díjazta a 100.000 eladott példányszám alapján, valamint a "Zenevideo" kategóriában díjat nyert.

## Kritikák
| Értékelések                   |           |
| Értékelő                      | Értékelés |
| AllMusic                      | [ 36 ]    |
| Blender                       | 3/5       |
| Christgau Record Guide        | A−        |
| Encyclopedia of Popular Music | [ 38 ]    |
| Entertainment Weekly          | A         |
| Pichfork                      | 8.2/10    |
| Q                             | 3/5       |
| The Rolling Stone Album Guide | [ 40 ]    |
| Slant Magazine                | 3/5       |
| Spin Alternative Record Guide | 8/10      |

Stephen Thomas Erlewine az AllMusic-tól az albumról ezt írta: "Ügyesen ötvözi a nagyszerű pop dalokat az elegáns legkorszerűbb ütemekkel. Ez az a zene, mely önmagában nem különösebben lenyűgöző – az elrendezés, a minőség, és a dobprogramok meglehetősen kezdetlegesek, de együttesen ez teljesen ellenállhatatlan. Tony Power (Blender) szerint az album a szintetizátorok, a tulzsúfolt basszus a legkorszerűbb mechanikus disco részét képezi, ahol Madonna szárnyal. Miközben Michael Paoletta a Billboard-tól meghallgatta az album 2001-es remaszterelt változatát, úgy érezte, hogy a majdnem 20 évvel az album megjelenése után az olyan dalok, mint a "Holiday", a "Physical Attraction", a "Borderline" vagy a "Lucky Star" mindmáig ellenállhatatlanok maradtak. 2008. júliusában az Entertainment Weekly "A legjobb Top 100 album az elmúlt 25 évből" nevezetű listán az album az 5. helyezett volt.
Bill Lamb (4js.me) szerint az album a legkorszerűbb tánc-pop album, melyet a "Holiday" és a "Lucky Star" valamint a "Borderline" slágerei töltenek be. Ez a 80-as évek elejének mérföldköve. Jonathan Ross (Q magazin) azt mondta, hogy a "Borderline" olyan édes, és a "Holiday" még mindig egy nagyszerű találmány, mely a 80-as évek slágere, és zongora szólóval is rendelkezik. Don Shewey (Rolling Stone) véleménye szerint Madonna ellenállhatatlan meghívást ad a hallgatóknak a tánchoz, hogy túllépné minimális funk stílusú ambícióit. Sal Cinquemani a Slant Magazinból az öt csillagból négy és félre értékelte az albumot, miszerint a lemez a mai nap is ugyanolyan frissnek hangzik, mint két évtizeddel ezelőtt. 2012 márciusában a lemezt a 33. helyre sorolták a 80-as évek legjobb albumai közé. Michelangelo Matos a Spin magazintól azt nyilatkozta az albumról, hogy végleges út a klasszikus disco felé, melyen egy generáció nőtt fel, mellyel véget ért egy korszak, és kezdődött egy új.

## Sikerek és eladások
Az Egyesült Államokban az album 1983. szeptember 3-i héten lépett be a Billboard 200-as listájára, ahol a 190. helyre került. Az album lassú emelkedést mutatott, és a 8 helyre került 1984 októberében, több mint egy évvel a kiadás után. Az album a 20. helyezett volt az R&B / Hip-Hop albumlistán. Egy éven belül az Egyesült Államokban 2,8 millió példányt adtak el a lemezből. Az 1984 évi slágerlistás összesítésnél a 27. helyezett volt az album, az 1985-ös összesítésnél pedig a 25. helyet érte el. Ebben az évben Madonna lett a legjobb pop művész. Az album megjelenése után 17 évvel az amerikai lemezkiadók szövetsége (RIAA) platina helyezéssel jutalmazta az albumot, az 5.000.000 eladott példányszám alapján az Egyesült Államokban. Az albumból további 450.000 példányt adtak el 2010 augusztusa óta.
Kanadában az album 1984. március 10-én jelent meg, és az RPM listán a 87. helyen debütált. Néhány hét után augusztus 4-én újra slágerlistás helyezést ért el, a 95. helyen. Az album végül a 16. helyig jutott a 29. héten. Összesen 47 hétig volt jelen a listán, és az 1984 évi RPM 100 legjobb albumának listáján az 50. helyen szerepelt.
Az Egyesült Királyságban az albumot 1984. február 11-én jelentették meg, és felkerült a brit albumlistára a 37. helyre, ahol 20 hétig volt jelen. A Madonna – The First Album újbóli kiadása után 1985 júliusában az album újra felkerült a slágerlistára, és végül a 6. helyezést érte el. 125 hétig volt a listán. Hat hónappal az újbóli megjelenés után a platina helyezést kapott az album a 300.000 eladott példányszám alapján. Ausztráliában az album a 10. volt a Kent Music Report slágerlistáján, és háromszoros platinát kapott. Hollandiában Top 10-es lett album, továbbá Franciaországban, és Új-Zélandon is benne volt a legjobb tízben. Hongkongban platinát, Németországban és Spanyolországban arany helyezést kapott az album. 2019 novemberében az album Top 10-es volt a spanyol albumlistán. Annak idején nem volt helyezett. Az albumból világszerte több mint 10 millió példányt értékesítettek.

## Kiadások és borítótervek

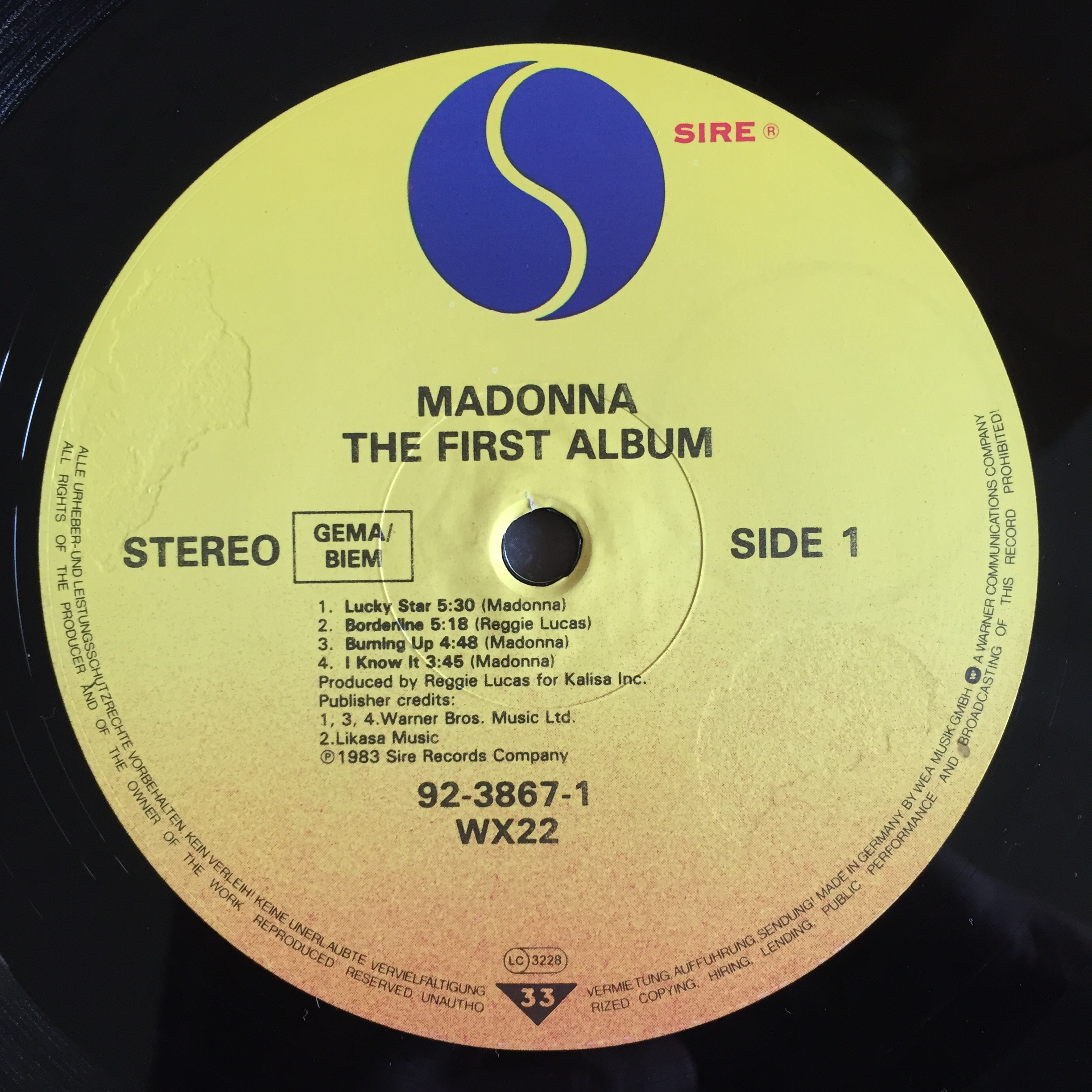
Madonna:The First album lemez A. oldala (német kiadás)

Az albumot először az Egyesült Államokban adták ki 1983. július 27-én a Sire Records kiadó által. Az albumot eredetileg Lucky Star címmel adták volna ki, de végül az azonos című dal után a Madonna név maradt, az egyedi név miatt. Az album borítóját Gary Heery fotós készítette, és a rendező Carin Goldberg volt. Az előlapon Madonna rövid vágott platinaszőke hajjal látszik, számos fekete gumi karkötőt viselve a kezén, és táncot a torkán. Köldöke a belső papírtokon látszik, melyet Madonna így kommentált: "Az első albumom belső borítójának képe olyan, mintha Bebby Boop pózolna, amikor a hasamat mutatom. Amikor az emberek megnézik az albumot tovább beszélnek a hasamról.[...]. Úgy gondoltam, vannak más, homályos helyek is a testemen, ilyen a szexi hasam, mely olyan ártatlan". Az album fotózása kapcsán Gery Heery így emlékezett:

Madonna egy zsák ruhával és ékszerekkel érkezett a New York-i Broadway stúdiómba. Egyedül érkezett. A kamera előtt olyan robbanásveszélyes volt, mint egy profi modell, egyedi stílussal. Másnap eljött, megnézte a fotókat. Kiválasztotta a megfelelő képeket. Mindenben egyet értettünk, hogy melyik legyen az album borítóképe. Fogalmam sem volt igazából, hogy miben is voltam partner.

Az albumot 1985-ben újra kiadták, és az európai piacon a Madonna: The First Album címet kapta, más borítóval, melyet George Holy fotós készített. A borítón az eredeti borítóhoz hasonló stílusú ruha látható Madonnán, ezúttal feszületekkel a fülében. Madonna védjegye divatosnak bizonyult a klubberek, és a rajongók körében. A feszület pedig egy pillanat alatt ékszerekké váltak. Madonna azt mondta, hogy a feszület viselése egyrészről lehangoló, másfelől érdekes benyomás. Ezáltal úgy tűnik, hogy a feszületet Madonnához kapcsolták a rajongók. 2001-ben az album remaszterelt változatát két bónusz remix dallal a "Burning Up" és "Lucky Star" című dallal együtt megjelentették. Az albumot Madonna az apjának, Tony Ciccone-nak ajánlotta az albumot, akivel az album megjelenéséig nem volt jó kapcsolata. "Apám soha nem hitte el, hogy az, amit itt New Yorkban csinálok ér valamit, és hogy jót teszek ezzel.[..] mindaddig, amíg az első albumom nem jelent meg, és apám nem hallotta a dalokat a rádióban. Ekkor már nem volt bizalmatlan.

## Az album hatása
Stephen Thommas Erlewine elmondta az albummal kapcsolatban, hogy Madonna disco dívaként kezdte karrierjét egy olyan korszakban, amelyben még nem volt ilyen díva. A 80-as évek elején disco áttörést jelentett a mainstream pop számára, és Madonna ebben óriási szerepet játszott a tánczene népszerűsítésében, karizmájának, és szexuális vonzerejének felhasználásával. Erlewine azt állította, hogy Madonna indította el a dance-pop műfajt, és a következő két évtizedre megteremtette a műfaj színvonalát is. A Vice Magazin szerint az album megtervezte a jövő dance-pop stílusát. A Rolling Stone magazin a 80-as évek 100 legjobb albumának listáján az 50. helyre rangsorolta az albumot, azt írva, hogy az album stílusa, hangzása, valamint Madonna hozzáértő hozzáállása a videoklipekben, segített abban, hogy elinduljon a dance és pop között, és díva legyen. Sok énekesnőnek mutatott irányt, és nagy hatással volt több előadóművészre is, úgy mint Janet Jackson vagy Debbie Gibson.
Andrew Morton életrajzíró szerint az album Madonnát állandó szereplőjének tette a háztartásokban, és nagy szerepelt játszott abban, hogy csillag legyen. Martin Charles Strong a The Great Rock Discography szerzője szerint az album példa nélküli dance-pop album, és naiv vonzereje segített abban, hogy Madonna megalapítsa művészi karrierjét. Kyle Anderson az Entertainment Weeklytől azt mondta: "Madonna hangját és természetesen megjelenését az elkövetkezendő években másolták, azonban Madonna sokkal nagyobb volt annál, mely egyedi erőt sugárzott, ami a személyisége felé helyezte saját személyiségét, és minden mást is."  Santiago Four-Hernández szerint a Madonna dalok számos kulcsfontosságú trendet mutattak be, melyek meghatározták sikerességét, köztük egy erős tánc alapú kifejezést, és fülbemászó hangzást, valamint egy erősen csiszolt hangot, Madonna saját énekét. Az olyan dalokban, mint a "Lucky Star" és a "Burning Up" Madonna olyan vidám tánczenei stílust mutatott be, mely különösen vonzó lesz a jövőbeli meleg közösség számára.
Bob Batchelor és Scott Stoddart zenekritikusok a The 1980s című könyvükben megjegyezték: "Az albumról kimásolt kislemezek zenei videói hatékonyabban mutatták be Madonnát a világ többi részén. Carol Clerk szerző szerint a "Burning Up", a "Borderline" és a "Lucky Star" zenei videói nemcsak mint a szomszéd lányt mutatták be a közönségnek, hanem egy pimasz, de okos, kemény és vicces nőként is. A videókban viselt ruháit később olyan tervezők, mint Karl Lagerfeld és Christina Lacroix használták fel ugyanazon évben a párizsi divathéten. Douglas Kellner professzor könyvében kifejtette, hogy a videók olyan motívumokat és stratégiákat ábrázoltak, melyek segítették Madonnát a sztársággá válásában. A "Borderline" videoklipje pozitív hatással volt a fajok közötti kapcsolatok növelésére, melyet karrierjének egyik pillanatának tartották. Az MTV sűrűn játszotta a klipet, ezzel tovább növelve Madonna népszerűségét.
Az album megjelenése után néhány kritikus elutasította Madonnát. A hangját Minnie Mouse hélium szerű hangjával hasonlították össze. Többen azt állították, hogy teljes egészében olyan a hangja, mint a hélium. Madonna azt mondta: " A karrierem kezdetétől kezdve az emberek rosszat írtak rólam, és azt mondták: Egyszerű csoda vagyok, aki egy év múlva eltűnik."  A Minnie Mouse héliumos összehasonlításra Madonna egy fotózáskor egy hatalmas Mickey Mouse játékkal látható, majd beteszi a kezét a ruhájába, és fura pillantásokat vet rá. A fényképet Alberto Tolott készítette. Debbi Voller szerint az ilyen provokatív dolog karrierje kezdetén nagyon megbánthatta őt. De aztán később nem foglalkozott velük. 25 évvel később a Rock and Roll Halhatatlanok csarnokában történő beszéde során Madonna megköszönte a kritikusoknak, akik zenei karrierje előtt negatív kritikákkal illették. "Azok, akik azt mondták rám, hogy tehetségtelen vagyok, pufók vagyok, és nem tudok énekelni, valamint egyslágeres csoda vagyok. Arra ösztönzött, hogy jobb legyek, és hálás vagyok hogy ellen tudtam állni nekik.

## Számlista
| Madonna | Madonna             | Madonna                    | Madonna                  | Madonna | Madonna | Madonna | Madonna | Madonna | Madonna |
| #       | Cím                 | Szerző(k)                  | Producer                 | Hossz   |         |         |         |         |         |
| ------- | ------------------- | -------------------------- | ------------------------ | ------- | ------- | ------- | ------- | ------- | ------- |
| 1.      | Lucky Star          | Madonna                    | Reggie Lucas             | 5:30    |         |         |         |         |         |
| 2.      | Borderline          | Lucas                      | Lucas                    | 5:18    |         |         |         |         |         |
| 3.      | Burning Up          | Madonna                    | Lucas                    | 3:41    |         |         |         |         |         |
| 4.      | I Know It           | Madonna                    | Lucas                    | 3:45    |         |         |         |         |         |
| 5.      | Holiday             | Curtis Hudson Lisa Stevens | John "Jellybean" Benitez | 6:08    |         |         |         |         |         |
| 6.      | Think of Me         | Madonna                    | Lucas                    | 4:53    |         |         |         |         |         |
| 7.      | Physical Attraction | Lucas                      | Lucas                    | 6:35    |         |         |         |         |         |
| 8.      | Everybody           | Madonna                    | Mark Kamins              | 4:57    |         |         |         |         |         |
| 40:47   |                     |                            |                          |         |         |         |         |         |         |

| 9.  | Burning Up (12" Version) | Madonna | Lucas | 5:59 |
| 10. | Lucky Star ("New" Mix)   | Madonna | Lucas | 7:15 |

| 1. | Burning Up    | Steve Barron   | 4:00 |
| 2. | Borderline    | Mary Lambert   | 3:55 |
| 3. | Lucky Star    | Arthur Pierson | 5:04 |
| 4. | Like a Virgin | Lambert        | 3:39 |

Megjegyzések
- "Burning Up" (Alternate Album Version) – 4:48, Az európai 1985-ben kiadott Madonna: The First Album-on szerepel. Ugyanez a változat szerepelt az "Angel" (1985) című kislemez B. oldalán ugyanezekben az országokban.
- Az "Everybody" időtartama 6:02 mely a remasterelt 2001-es kiadáson is ugyanaz az eredeti 12" verzió.
- John "Jellybean" Benitez remixe

Formátumok
- LP – Tartalmazza a 8 zeneszámot, és az "Everybody" 4:57 perces változatát.
- MC – Tartalmazza a 8 zeneszámot, és az "Everybody" 4:57 perces változatát.
- CD – Tartalmazza a 8 zeneszámot, és az "Everybody" 4:57 perces változatát.
- Longbox CD – Tartalmazza a 8 zeneszámot, és az "Everybody" 4:57 perces változatát.
- LP (1985-ös kiadás) – Újra kiadták Európában, új borítóval, és Madonna: The First Album-nak nevezték el. Ez a formátum ugyanazokat a dalokat tartalmazza, mint az eredeti, de tartalmazza a "Burning Up (Alternate Album Version) 4:48 perces változatát. Korlátozott kiadásként összecsukható poszterrel.
- Picture Disc (1985-ös kiadás) – Ugyanazokat a dalokat tartalmazza, mint az eredeti album.
- MC (1985-ös kiadás) – Ugyanazokat a dalokat tartalmazza, mint az eredeti album.
- CD (1985-ös kiadás) – Ugyanazokat a dalokat tartalmazza, mint az eredeti album.
- CD (2001-es kiadás) – Tíz dalt tartalmaz, az eredeti album összes dalát, valamint a "Burning Up" és a "Lucky Star" bónusz remixeit. A lemezt a Warner Bros. jelentette meg, és tartalmazza az "Everybody" 6:02-es változatát is. Ez a változat váltotta az 1985-ös nemzetközi újbóli kiadást, és újból az eredeti borítóval, és dalokkal jelent meg.
- Digitális letöltés – Ugyanazok a dalok, mint a 2001-es remasterelt változat, kivéve a "Holiday" , mely a 3:51 perces változat, mely a The Immaculate Collection válogatáson is szerepel, egy kicsit gyorsabb kivezetéssel, és a "Borderline" remix változatával.
- LP – Tartalmazza a 8 zeneszámot, és az "Everybody" 4:57 perces változatát, melyet a Warner Bros. és a Rhino Entertainment jelentette meg.

## Közreműködő személyzet
| - Madonna - ének, háttér ének, cowbell - B. Tina - háttér vokál - Christine Faith - háttér vokál - Dean Gant - szintetizátor, zongora, elektromos zongora - Gwen Guthrie - háttér vokál - Curtis Hudson - gitár - Raymond Hudson - basszus - Anthony Jackson - elektromos basszus - Bashiri Johnson - ütőhangszerek - Reggie Lucas - gitár - Bob Malach - tenor szaxofon - Paul Pesco - gitár - Ira Siegel - gitár - Ed Walsh - szintetizátor - Brenda White - háttér vokál - Norma Jean Wright - háttér vokál - Fred Zarr - szintetizátor, zongora, dob, elektromos zongora, Moog szintetizátor , Fender Rhodes , Moog basszus | - Reggie Lucas - producer - John "Jellybean" Benitez - producer, remixer - Mark Kamins - producer - Jim Dougherty - hangmérnök - Butch Jones - hangmérnök - Bob Blank - hangmérnök - Ted Jensen - hangmester - Carin Goldberg - borítótervek - Gary Heery - fénykép - George Holy - fénykép ( Madonna - The First Album (1985) - Sire Records - lemezkiadó, az amerikai szerzői jog tulajdonosa (1983, 1985) - Warner Bros. Records - amerikai marketing és forgalmazó (minden kiadás), lemezkiadó, szerzői jogok tulajdonosa (2001) - WEA International - nemzetközi forgalmazó, nemzetközi szerzői jogok tulajdonosa (minden kiadás) |

## Slágerlista
| Slágerlista (1983–85)                        | Legjobb helyezések |
| -------------------------------------------- | ------------------ |
| Ausztrália (Kent Music Report)               | 10                 |
| Ausztria (Ö3 Austria Top 40)                 | 15                 |
| Kanada (Top Albums)                          | 16                 |
| Hollandia (Dutch Charts Album Top 100)       | 7                  |
| Franciaország (SNEP Album Top 100)           | 8                  |
| Németország (Offizielle Top 100)             | 28                 |
| Japán (Oricon)                               | 20                 |
| Új-Zéland (Recorded Music NZ Top 40 Albums)  | 6                  |
| Dél-afrikai Köztársaság (RiSA)               | 65                 |
| Svédország (Sverigetopplistan Top 60 Albums) | 43                 |
| Egyesült Királyság (UK Albums Chart)         | 6                  |
| USA Billboard 200                            | 8                  |
| USA Top R&B/Hip-Hop Albums (Billboard)       | 20                 |

| Slágerlista (2018)                          | Legjobb helyezések |
| ------------------------------------------- | ------------------ |
| Görögország (IFPI Greece)                   | 29                 |
| Magyarország (MAHASZ Top 40 albumlista)     | 18                 |
| Olaszország (FIMI Album Top 20)             | 50                 |
| USA Top Dance/Electronic Albums (Billboard) | 12                 |

| Slágerlista (2019)         | Legjobb helyezés |
| -------------------------- | ---------------- |
| Spanyolország (Promusicae) | 35               |

| Slágerlista (1984)                                  | Helyezés |
| --------------------------------------------------- | -------- |
| Kanada Canada Top Albums/CDs (RPM)                  | 50       |
| Egyesült Államok Billboard 200                      | 17       |
| Egyesült Államok Top R&B/Hip-Hop Albums (Billboard) | 15       |

| Slágerlista (1985)                                  | Helyezés |
| --------------------------------------------------- | -------- |
| Hollandia (MegaCharts)                              | 95       |
| Új-Zéland (RMNZ)                                    | 28       |
| Egyesült Államok Billboard 200                      | 25       |
| Egyesült Államok Top R&B/Hip-Hop Albums (Billboard) | 36       |

| Slágerlista (1986)     | Helyezés |
| ---------------------- | -------- |
| Hollandia (MegaCharts) | 12       |

## Minősítések
| Ország                                                        | Minősítés  | Eladás     |
| ------------------------------------------------------------- | ---------- | ---------- |
| Ausztrália (ARIA)                                             | 3x platina | 210.000    |
| Franciaország (Syndicat National de l’Édition Phonographique) | platina    | 400.000    |
| Németország (BVMI)                                            | arany      | 250.000    |
| Hongkong (IFPI Hongkong)                                      | platina    | 20.000     |
| Olaszország (FIMI)                                            | arany      | 100.000    |
| Japán                                                         |            | 89.710     |
| Hollandia (NVPI)                                              | platina    | 100.000    |
| Új-Zéland (RMNZ)                                              | platina    | 15.000     |
| Spanyolország (PROMUSICAE)                                    | arany      | 50.000     |
| Dél-afrikai Köztársaság (RISA)                                | arany      | 25.000     |
| Egyesült Királyság (BPI)                                      | platina    | 300.000    |
| Egyesült Államok (Amerikai Hanglemezgyártók Szövetsége)       | 5x platina | 5.000.000  |
| Világszerte                                                   |            | 10.000.000 |